# L'Héritage de Clara
 (août 2025).
Motif : Absence de sources
- Archive Wikiwix
- Bing
- Cairn
- DuckDuckGo
- E. Universalis
- Gallica
- Google
- G. Books
- G. News
- G. Scholar
- Persée
- Qwant
- (zh) Baidu
- (ru) Yandex
- (wd) trouver des œuvres sur Wikidata

| 1. | Préciser le motif de la pose du bandeau. | Précisez le motif de la pose du bandeau en utilisant la syntaxe suivante : {{admissibilité à vérifier\|date=août 2025\|motif=remplacez ce texte par le motif}}                           |
| 2. | Informer les utilisateurs concernés.     | Pensez à avertir le créateur de l'article, par exemple, en insérant le code ci-dessous sur sa page de discussion : {{subst:avertissement admissibilité à vérifier\|L'Héritage de Clara}} |

L'Héritage de Clara est un roman de Françoise Bourdin publié en 2001.

## Résumé
1967. Vincent, 34 ans, juge à Paris, est en vacances au domaine de Vallongue, chez sa grand-mère Clara. Sa femme, Magali, est dépressive et alcoolique. À la mutation de son mari, elle a décidé de rester vivre à Vallongue avec leurs trois enfants. Alain, le cousin de Vincent, veille sur elle. Clara meurt en 1971 et lègue Vallongue à ses cinq petits-enfants, Vincent, Daniel, Marie, Alain et Gauthier. Cyril, 17 ans, fils de Marie, s'éprend de Tiphaine, 15 ans, fille de Vincent. Alain engage Virgile, fils de Vincent, dans son oliveraie de Vallongue. En 1976, Vincent épouse Béa, 27 ans. Cyril annonce que Tiphaine est enceinte. Virgile crève un œil à Cyril pendant la bagarre qui s'ensuit. En 1977, Tiphaine et Cyril ont un fils, Charles. En 1978, Cyril porte plainte contre Virgile et Vincent verse une rente à vie à Cyril. Béa finit par quitter Vincent et Virgile obtient le pardon de Cyril.